# Нойгаузен (Шпрее)
Нойгаузен (нім. Neuhausen) — громада в Німеччині, розташована в землі Бранденбург. Входить до складу району Шпрее-Найсе.
Площа — 147,90 км2. Населення становить 4967 ос. (станом на 31 грудня 2020).

## Демографія
- Динаміка населення з 1875 року в сучасних кордонах (Синя лінія: населення; Пунктир: відносна порівняльна динаміка населення землі Бранденбург; Сірий фон: період Третього рейху; Помаранчевий фон: період НДР)
- Динаміка населення (синя лінія) і прогнози

| Рік  | Населення |
| ---- | --------- |
| 1875 | 5 367     |
| 1890 | 5 568     |
| 1910 | 5 203     |
| 1925 | 5 431     |
| 1939 | 5 308     |
| 1950 | 6 251     |
| 1964 | 5 536     |

| Рік  | Населення |
| ---- | --------- |
| 1971 | 5 325     |
| 1981 | 4 695     |
| 1985 | 4 564     |
| 1990 | 4 285     |
| 1995 | 4 745     |
| 2000 | 5 909     |
| 2005 | 5 723     |

| Рік  | Населення |
| ---- | --------- |
| 2010 | 5 237     |
| 2015 | 4 997     |
| 2016 | 4 952     |
| 2017 | 4 935     |
| 2018 | 4 903     |
| 2019 | 4 941     |
| 2020 | 4 967     |

Джерела даних вказані на Wikimedia Commons.